# Canal Dunkerque-Escaut

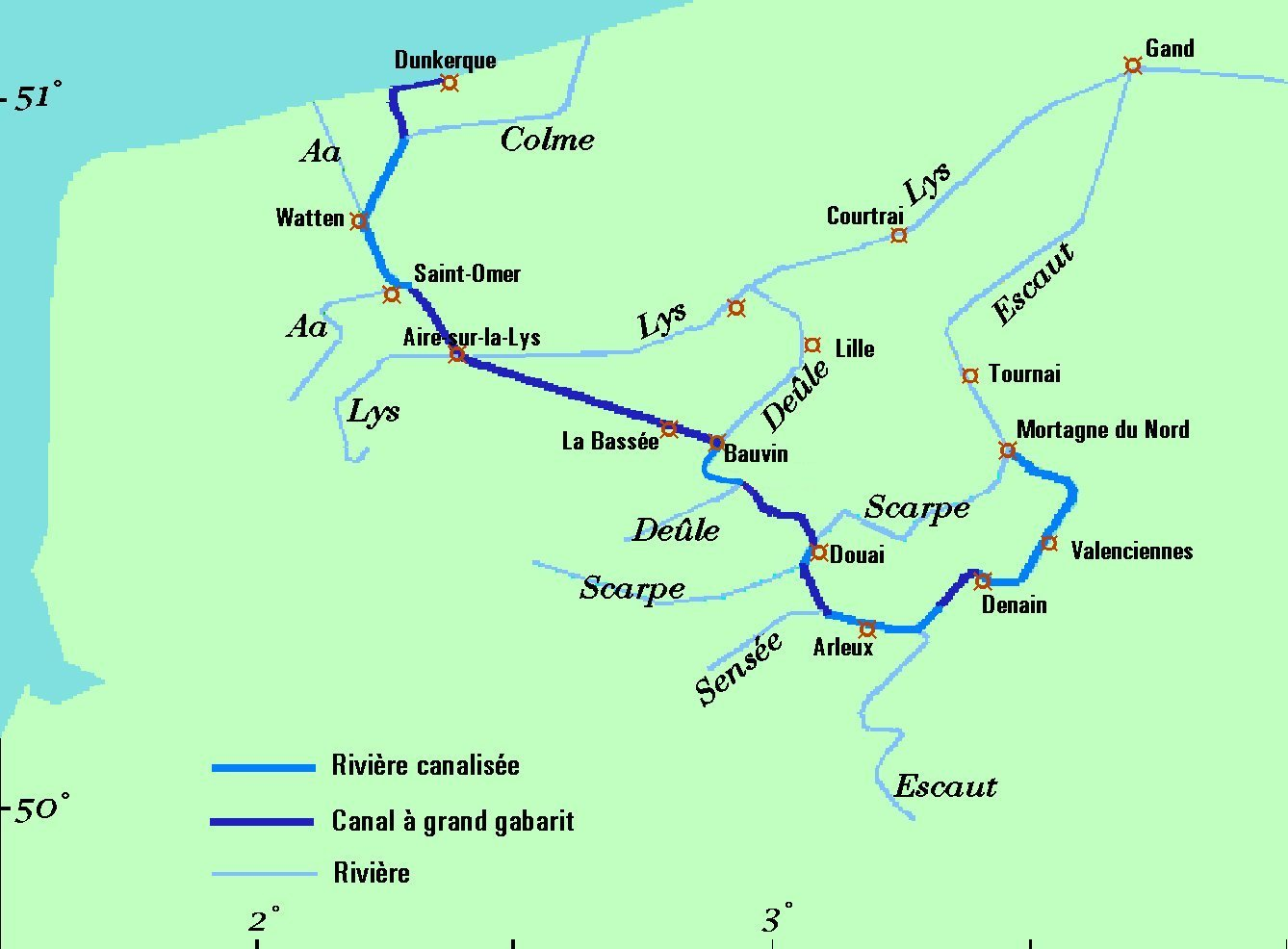
La liaison Dunkerque-Escaut emprunte certaines sections de rivières du Nord.

Le canal Dunkerque Valenciennes ou liaison Dunkerque Escaut ou liaison Grand Gabarit (sur les plans de VNF) est un axe (principalement est-ouest) de transport à grand gabarit, qui forme l'armature essentielle du réseau fluvial navigable du Nord et du Pas-de-Calais.
Le canal aboutit à la mer via trois exutoires, gérés de manière coordonnée par le Port autonome de Dunkerque, le port de Gravelines et le Service maritime des ports de Boulogne et de Calais, avec le service navigation de tirage à la mer. Des écluses contrôlent les niveaux en fonction des marées, avec pompage lorsque nécessaire. Le canal aboutit principalement au Port de Dunkerque (par l'écluse de Mardyck). À son autre extrémité, se trouvent les usines Usinor de la commune de Trith-Saint-Léger. Le canal relie ainsi l'est et l'ouest de la région, mais en la fragmentant en deux grandes parties nord et sud (du point de vue de l'écologie du paysage). 
10 écluses à sas utile de 144,60 m de longueur et 12,00 m de largeur (Écluses de Flandres, des Fontinettes, de Watten, de Cuinchy, de Douai, de Courchelettes, de Gœulzin, de Pont Malin, de Denain et de Trith), construites sur vingt ans environ, de 1951 à 1972), permettent l'accueil de péniches au gabarit 3 000 tonnes. À cause de l'industrie lourde qui s'est installée sur ses berges, ce canal a longtemps été considéré comme le plus pollué de France.
Ce canal compte plus de 620 km de berges artificielles, gérées par VNF.

## Historique
Ce canal à grand gabarit s'est constitué d'abord en liaison Dunkerque-Denain de 1950 à 1962 (le raccordement de Denain à Valenciennes se termina, lui, en 1968). Lors de la Reconstruction, en effet, le gouvernement français souhaitait rétablir le potentiel sidérurgique du pays, avec apport de minerai de fer par Dunkerque et sidérurgie installée au cœur du bassin houiller français.

## Contexte géographique, écopaysager et administratif

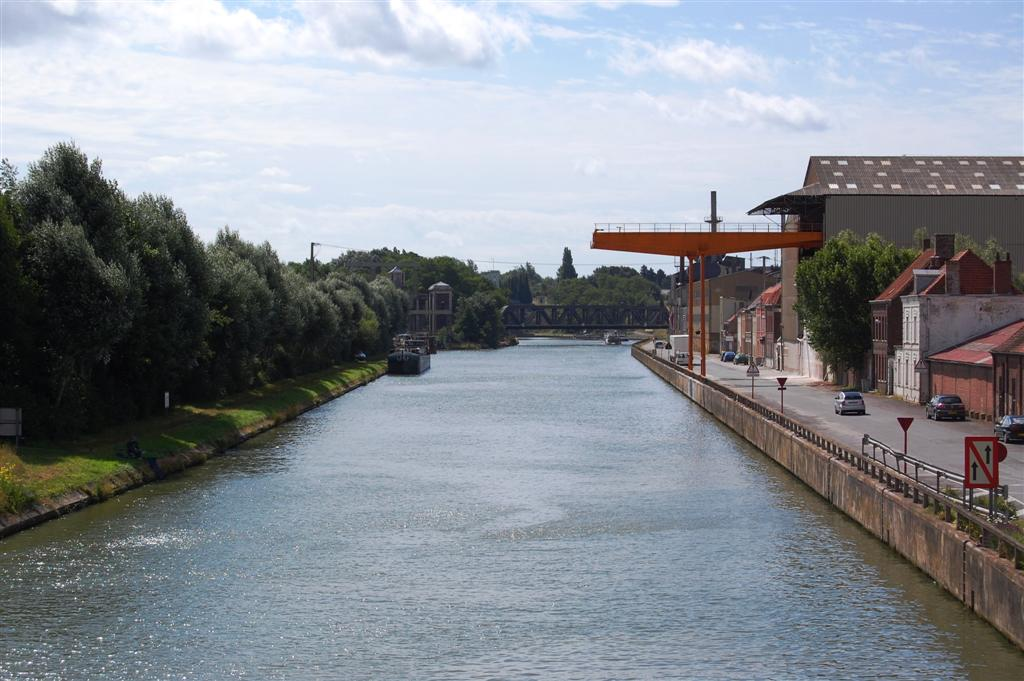
Canal de Neuffossé, Arques.

Le canal s'inscrit principalement dans le périmètre du S.A.G.E. de la Lys couvrant 224 communes (sur 30 cantons), dans les deux départements. Avant sa confluence avec la Deûle, le bassin versant de la Lys couvre 1 834 km2 (85 kilomètres en France), à partir d'Aire-sur-la-Lys où la Lys passe en siphon sous le Canal à Grand Gabarit, elle est entièrement canalisée jusqu'à l'Escaut.

## Fonctions de la liaison Dunkerque-Escaut
L'infrastructure fut conçue pour des navires ou convois poussés de 11,40 m de largeur et 142 m de longueur, avec un tirant d'eau maximum de 3,40 m. 
Elle reprit presque partout le tracé de divers canaux (dont le canal de Neufossé qui est une ancienne fortification) ou rivières préexistants, mais qui n'étaient alors qu'au gabarit Freycinet.
Cet axe navigable participe, par le biais des divers cours d'eau qu'il rencontre (Lys, Aa, Meldyck, canal de la Colme, la Deûle, Scarpe, Sensée et L'Escaut) au drainage de la Flandre maritime et du marais audomarois via le réseau des Wateringues, vers Saint-Omer. En outre, il approvisionne le bassin industriel de Dunkerque en eau douce.

## Tracé

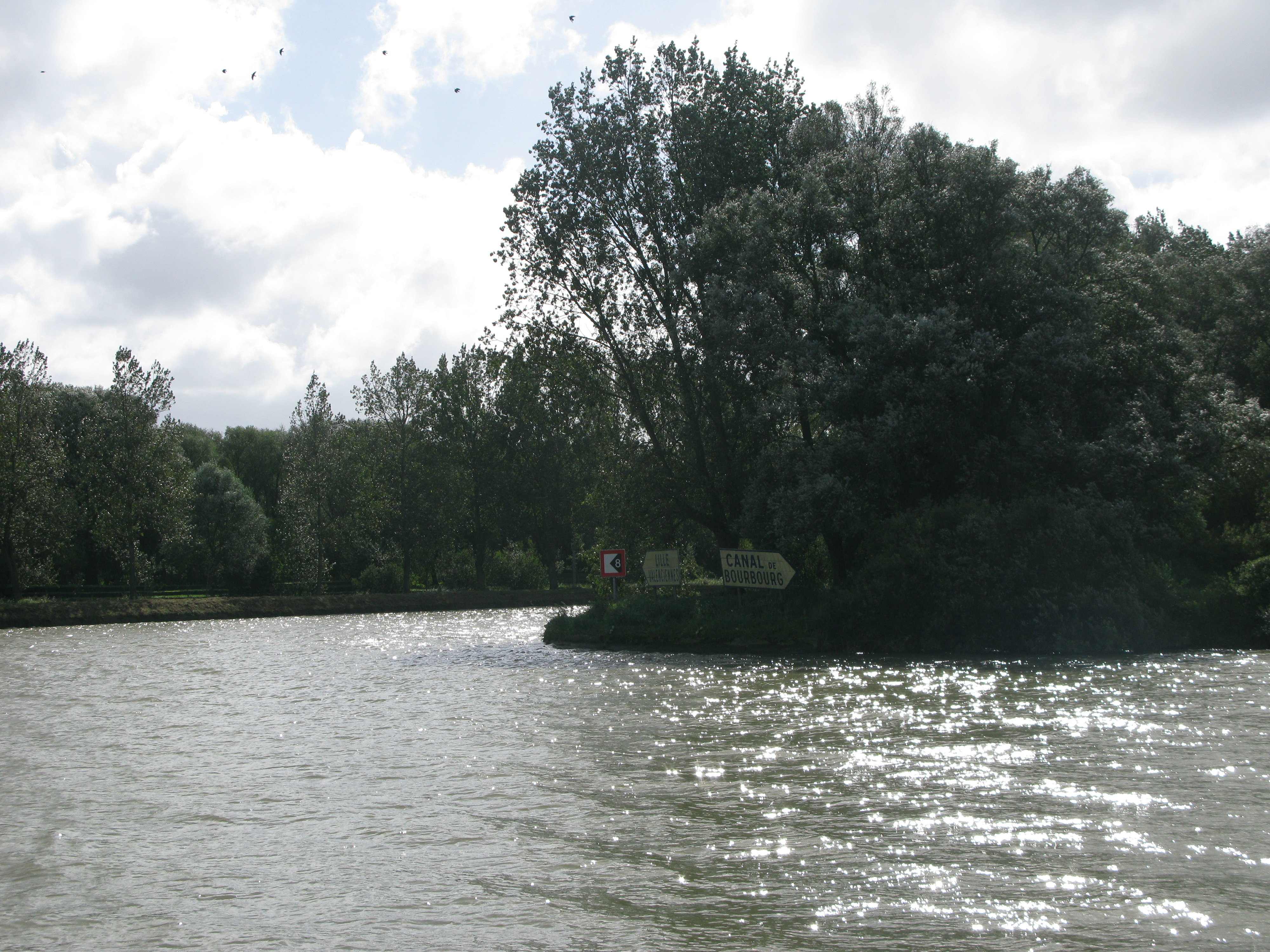
Carrefour entre le canal de Bourbourg et la Dérivation de la Colme, à Coppenaxfort.

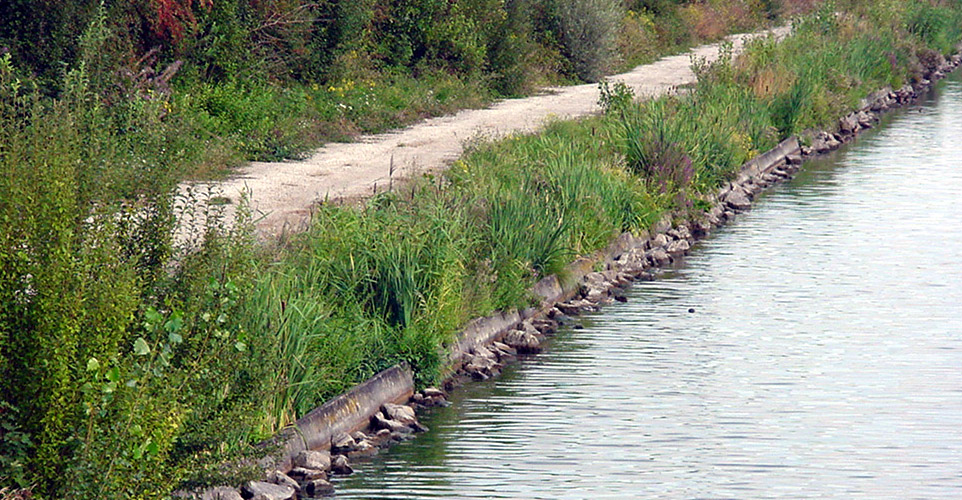
Expérimentation d'une berge/lagunage linéaire (sur quelques dizaines de mètres de longueur, à Renescure au lieu-dit Pont-Asquin, ici en 2003, sur une section qui avait été dégradée par les rats musqués ayant creusé sous les plaques de béton). Côté canal, un empierrement permet à un animal tombé à l'eau de remonter.

Ainsi, la liaison Dunkerque-Escaut emprunte successivement :
- la dérivation de Mardyck, le canal de Bourbourg, la dérivation de la Colme et le canal de la Haute Colme de Dunkerque à Watten ;
- la rivière d'Aa canalisée de Watten jusqu'à Saint-Omer ;
- le canal de Neufossé de Saint-Omer à Aire-sur-la-Lys, percé en 1779 par l'ingénieur des fortifications Pierre du Buat ;
- le canal d'Aire-sur-la-Lys à la Bassée (1880) ;
- le canal de la Haute-Deûle (qui ne correspond au cours historique de la rivière qu'entre Courrières et Bauvin) créé  par Vauban en 1693 jusqu'au Fort de Scarpe dans le prolongement de la Deûle canalisée dès le XIIIe siècle ;
- la Scarpe supérieure à la traversée de Douai jusqu'à Corbehem (canal de dérivation créé en 1893 à l'ouest du centre-ville pour doubler le canal ancien à petit gabarit) ;
- un canal d'alimentation de la Scarpe par la Sensée rivière, percé par Vauban en 1690, de Corbehem à Arleux ;
- la Sensée canalisée de Arleux à Bouchain ;
- l'Escaut canalisé de Bouchain à Mortagne (près de la frontière belge).

Cet axe comporte un embranchement (ou antenne fluviale) important à hauteur de Bauvin, entre Dourges et La Bassée, la Deûle à grand gabarit, qui contourne aujourd'hui Lille et rattrape la Lys à Deûlémont.

## Hydraulique

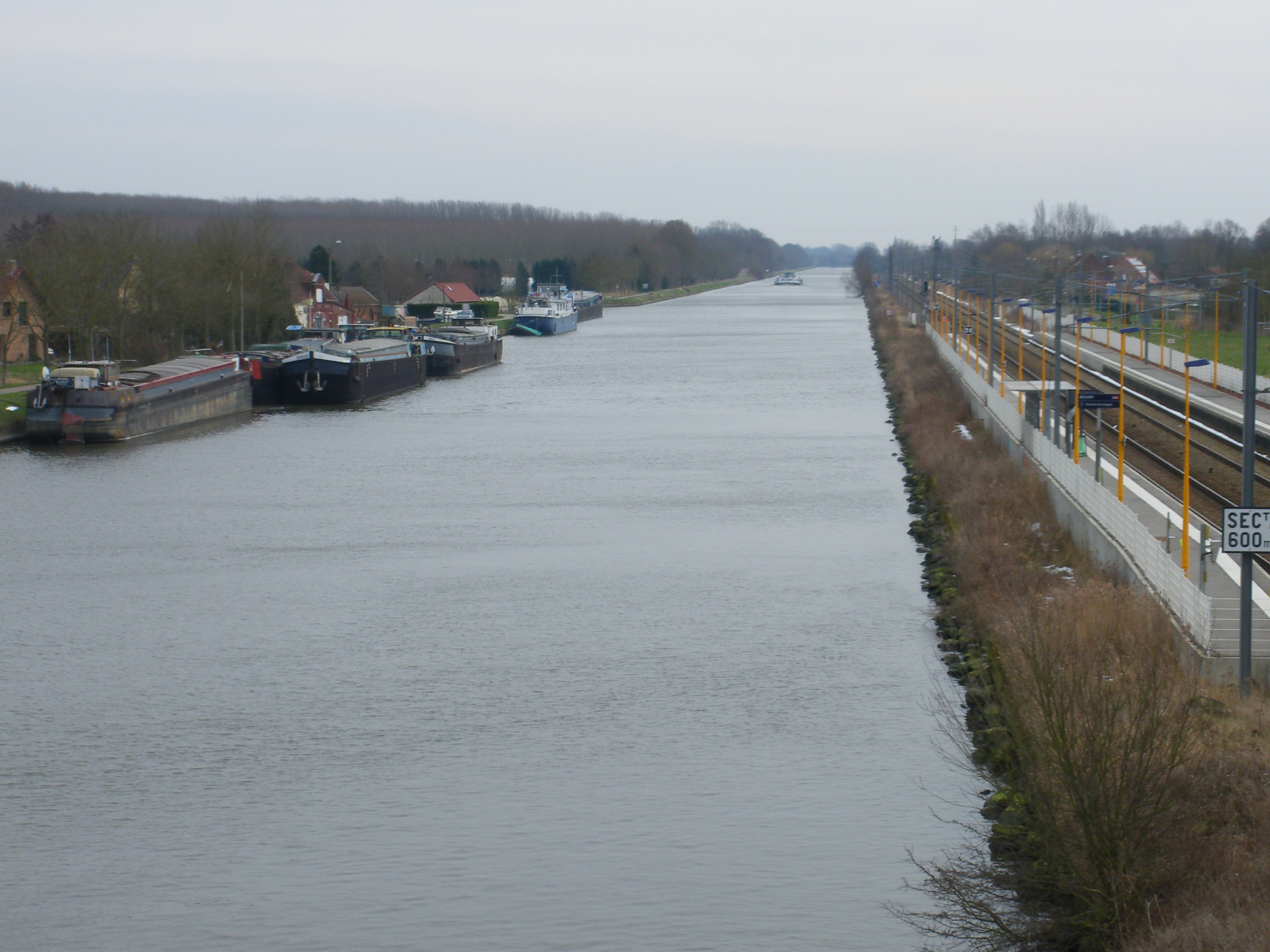
Vue du canal d'Aire ainsi que de plusieurs péniches à hauteur de la Gare de Beuvry.

Le réseau des canaux du Nord-Pas-de-Calais est constitué de deux parties hydrauliquement distinctes :
- Sambre et canal de la Sambre à l'Oise ;
- réseau de canaux interconnecté via 60 écluses à bras de décharge avec barrage pour la régulation (sauf à Douai et Courchelettes), et 15 écluses intégrant un dispositif de pompage (pour le recyclage de l'eau).

Le réseau est composé de 100 biefs. Environ 500 ponts franchissent ce réseau de canaux. Une partie ont été relevés pour la mise à grand gabarit.
La liaison Dunkerque-Escaut est aussi le récepteur final de presque tous les cours d'eau de la région (sauf La Liane, la Canche, l'Authie et quelques petits fleuves côtiers). Il reçoit près de 40 affluents directs, qui drainent et irriguent environ 9 600 km2 de bassins versants. 
Le canal lors de sa construction a localement coupé le lit de cours d'eau dont la continuité hydraulique a été restaurée par environ 40 ouvrages de transfert et siphons passant sous les canaux. Il reçoit aussi les eaux de pompage du bassin minier (qu'il faut poursuivre en raison des affaissements miniers).
Le canal est en communication avec de nombreuses nappes alluviales, dont certaines alimentant des zones humides importantes pour la trame verte régionale et les parcs naturels régionaux (Scarpe-aval, marais audomarois…)
Ce canal alimente ou reçoit environ 5 800 prises et rejets industriels, agricoles, d’assainissement, d’adduction en eau potable, etc.
Hydrauliquement, ce canal relie gravitairement le bassin de la Deûle à celui de l'Aa, avec peu de biefs importants (région à faible relief), de l'écluse de Cuinchy à celle des Fontinettes (Arques ; PK 106). Ce tronçon de 43 km, large en moyenne de 50 mètres (au miroir) connecte artificiellement deux bassins (respectivement intérieur et littoral). Il est dénommé :
- canal d'Aire à la Bassée (à l'amont de la connexion avec la Lys canalisée) ; avec le Nœud d'Aire où convergent plusieurs cours d'eau régulés par et des ouvrages de répartition des flux, notamment utilisés pour réguler les crues ou répartir les eaux en cas de sécheresse, afin de ne pas inonder Aire-sur-la-Lys ni priver d'eau le Dunkerquois dans la partie aval du canal à grand gabarit ;
- canal de Neufossé à l'aval de cette même connexion, creusé il y a plus de 1 000 ans comme ligne de défense fortifiée, puis utilisé comme canal à partir du XVIIe siècle, en artificialisant de plus en plus ses berges, ce qui le classe parmi les  « masses d'eau fortement modifiées de surface » qui, par suite d’altérations physiques dues à l'activité humaine, est fondamentalement modifiée quant à son caractère, comme les canaux d'Hazebrouck et la Lys canalisée.

Selon le SAGE de la Lys, ce canal à grand Gabarit a un rôle de décharge pour plusieurs cours d'eau :
- la Loisne, coupée en deux par le canal, auquel elle est reliée par deux vis d’Archimède (vidange permanente) ;
- le Surgeon (gravitairement - permanent) ;
- la Fontaine de Bray (gravitairement - permanent) ;
- La Lawe (par surverse - ponctuel) ;
- la Lys (gravitairement - ponctuel)
- la Melde du Pas de Calais, coupée en deux par le canal et pouvant s'y déverser ponctuellement par surverse ;
- la Crosse (gravitairement - permanent) ;
- la Longue Becque (gravitairement - permanent).

La continuité de certains de ces cours d’eau n'est encore assurée (pour les poissons, mais non pour les espèces des berges) que grâce à des siphons.  
Un des anciens bras de l'Aa passe lui-même en siphon sous le canal à Arques.

## Sites remarquables
La liaison Dunkerque-Escaut comporte l'écluse de plus forte chute (dénivellation amont-aval) du Nord de la France : l'écluse des Fontinettes (construite en 1968), avec une chute de 13,10 m.

## Entretien
Outre l'entretien des berges et écluses, dans les années 2000, VNF avait à traiter pour ce seul secteur de 150 000 à 250 000 m3 de sédiments par an, dragués, puis stockés sur des terrains de dépôts étanches. Ces sédiments contiennent de nombreux polluants, y compris d'origine agricole.